# Большие Сменки
Большие Сменки — деревня в Сонковском районе Тверской области. Входит в состав Петровского сельского поселения.

## География
Находится в восточной части Тверской области на расстоянии приблизительно 12 км по прямой на север-северо-восток от районного центра поселка Сонково.

## История
Деревня была отмечена еще на карте 1825 года. В 1859 году здесь (деревня Кашинского уезда Тверской губернии) было учтено 16 дворов.

## Население
Численность населения: 176 человек (1859 год), 12 (русские 100 %) в 2002 году, 7 в 2010.